# Marty Wilde
Pour les articles homonymes, voir Wilde.
Marty Wilde, de son vrai nom Reginald Leonard Smith, né le 15 avril 1939 à Blackheath, est un chanteur de rock anglais, populaire à la fin des années 1950 et dans les années 1960.
Il commence sa carrière musicale en 1957 à Londres. Il est remarqué par le producteur Larry Parnes, qui le lance. En quelques mois, Marty Wilde rencontre le succès. Il devient l'une des étoiles de la scène rock anglaise, avec Cliff Richard, Billy Fury et Tommy Steele. Son groupe, The Wildcats, accueille, un temps, le guitariste Big Jim Sullivan, le bassiste Brian Locking et les batteurs Bobbie Clarke et Brian Bennett, qui deviendra une star en tant que batteur des Shadows.
La célèbre chanteuse de pop Kim Wilde (née en 1960) est sa fille. Marty Wilde est également le père des chanteurs Ricky Wilde (1961), Roxanne Wilde (1979) et Marty Wilde Jr (1983).

## Discographie
- Wilde about Marty (LP Philips, 1959)
- Marty Wilde - Showcase (LP, Philips, 1960)
- Versatile Mr Wilde (LP, Philips, 1960)
- Bye Bye Birdie (LP, Philips, 1961)
- Dr. Doolittle (LP, 1968)
- Abergavenny - Philips  Single, juillet 1968 (E-U: pseudo "Shannon", 1969)
- Diversions (LP, Philips, 1969)
- Rock 'n' Roll (Philips, 1970)
- Good Rockin' Then and Now (LP, Philips, 1974)
- The Wildcat Rocker (LP, Philips, 1981)
- Wilde About Marty / Showcase (CD compilation des deux premiers LPs, 2003)
- Born to Rock And Roll - The Greatest Hits (CD, 2007)
- Running Together (2020) : avec la participation de Kim et Roxanne.